# Elias P. Seeley
Elias Pettit Seeley (10 de novembro de 1791, Bridgeton, Nova Jérsei - 23 de agosto de 1846) foi um político ianque do Partido Whig que serviu como o 11º governador de Nova Jérsei, em 1833. Seeley foi chamado para servir como governador após Samuel L. Southard sair do cargo para ocupar um lugar no Senado dos Estados Unidos. Seeley serviu no Senado de Nova Jérsei, tanto antes como depois do seu mandato como governador.
Seeley faleceu em 23 de agosto de 1846, e foi enterrado no Cemitério Bridgeton da Igreja Presbiteriana de Old Broad Street, Nova Jérsei.